# Ammoni d'Alexandria (filòsof cristià)
Ammoni (en grec antic: Ἀμμώνιος; en llatí: Ammonius) fou un prevere i ecònom de l'església d'Alexandria. Va néixer en aquesta ciutat el 458. Va ser un dels signants de la carta que el clergat d'Egipte va enviar a l'emperador Lleó II en nom del Consell de Calcedònia.
Va escriure en grec De la diferència entre naturalesa i persona contra l'heretgia monofisita d'Eutiques de Constantinoble i Diòscor d'Alexandria, una Exposició del llibre dels Actes dels Apòstols, un Comentari dels salms, uns comentaris sobre l'Hexameron de Basili de Cesarea i uns altres sobre l'Evangeli de Joan.